# Setia Karya
Setia Karya is een bestuurslaag in het regentschap Mandailing Natal van de provincie Noord-Sumatra, Indonesië. Setia Karya telt 848 inwoners (volkstelling 2010).